# The Red Bike
The Red Bike è un cortometraggio del 2011 diretto da Andrew Steggall.

## Trama
Un giorno il quindicenne Mikey trova una vecchia bicicletta rossa abbandonata nel bosco e decide di rimetterla a nuovo.

## Riconoscimenti
- 2011 - Iris Prize Festival
  - Iris Prize al miglior cortometraggio britannico